# الزيالع (فرع العدين)

تعديل مصدري - تعديل

الزيالع محلة تابعة لقرية الحنب، التابعة لعزلة المسيل بمديرية فرع العدين إحدى مديريات محافظة إب في الجمهورية اليمنية، بلغ تعداد سكانها 89 حسب تعداد اليمن لعام 2004.